# パーソンセンタード・コーチング
パーソン・センタード・コーチング (person-centered coaching) または人間性中心主義コーチング/人間中心的コーチング (にんげんせいちゅうしんしゅぎコーチング／にんげんちゅうしんてきコーチング、Humanistic coaching) は、来談者中心療法と同じ理論を持つコーチングアプローチ。

## 解説
コーチングのルーツは人間性心理学であるといわれ、そこからアメリカの人間性回復運動や自己啓発領域の中でさまざまなコーチングアプローチが派生した。特に人間性心理学の代表的なカウンセリング・アプローチに挙げられる来談者中心療法の理論と同じ理論をもつコーチングが、パーソンセンタード・コーチング、または人間中心的コーチングと呼ばれている。
『コーチングのすべて(2012)』によると「人間性心理学は、コーチングのルーツである」とされており、ポートランド州立大学のポジティブ心理学者ロバート・ビスワス・ディーナー(Biswas-Diener,R)は「コーチングと人間性心理学は、生まれながらの同志(natural bedfellows)」と述べている。
実際に、初期のコーチ養成機関のうちの一つが、ロジャーズの概念から多用して、コーチ養成プロゴラムを作った。日本の心理学者からは「傾聴や反射などロジャーズの概念の影響がみてとれる」という指摘がなされている。海外のパーソンセンタード・コーチングを研究する心理学者によると「人間中心的視点に立つと、カウンセリングとコーチングに理論的差違はない。」と述べられており、来談者中心療法(パーソンセンタード・アプローチ)とパーソンセンタード・コーチングは、同じ理論であることが述べられている。
パーソンセンタードの理論では「人間は発達し成長する可能性をもっており、その内なる可能性が解き放たれたとき、より自律的で、社会的に前向きで、とてもうまく機能する方向に進んでいると仮定される。」が、これには「適切な社会的環境がなければ、内発的動機づけは最適な機能状態へ向かうことを阻まれ、困難な状態に陥り、機能不全にいたる。」ため、パーソンセンタード・コーチングでは、「クライエントの内発的動機づけを促進するような社会的環境を提供する」という実践を行う。
理論が同じであることから、パーソンセンタード・コーチングの目的についても、来談者中心療法の目的と同様の内容となる。提唱者であるロジャーズの簡易的な説明によると、その目的は「特定の問題を解決することになるのではなく、個人の成長を援助することにあります。その結果、その人は、今直面している問題やその後の人生で直面していく問題に、より統合された仕方で対処していくことができるようになるのです。」と示している。

## 理論にもとづく特徴

### 精神疾患概念によらない人間観
イギリスのノッティンガム大学教育学部教授であり心理療法家のスティーブ・ジョセフ(stephen Joseph)と、同じくイギリスの依存症に対するパーソンセンタード・ダイアローグの心理療法家であるリチャード・ブライアントｰジェフェリーズ(Richard Bryant-Jefferies)は、共著『Person-centered coaching psychology(2006)』でパーソンセンタード・コーチングについて詳しく解説している。
1. 「人間中心的な実践家の焦点は、クライエントがどのような心理的機能状態にあろうと、もっと最適な機能状態に向かって進んでいけるように、クライエントの自立を促進することにある。[14][15]」
2. 「ほかの治療的アプローチと違って、人間中心的アプローチは機能不全の『修復』や『治療』を問題とせず、セラピストが専門とする医学モデルの『診断的』立場を決してとらない。[16]』としている。

上記の理由は、ロジャーズがパーソナリティ理論の中で実際に「それで神経症とか精神病といういかなる概念も、それ自身実在するものとして使うことは避ける。これらの概念は、不適当であり、誤りを起こしやすい概念であると思うからである。」と述べ、代わりに「防衛的行動(defensive behavior)」と「解体行動(disorganized behaviors)」という心理学的基盤にもとづくカテゴリーを使うことが、根本的分類となり、カウンセリングを考える上で実りが多いとしている。

### 質問技法を使わない
『カウンセリング概論(1997)』の著者である長井によると『カウンセラーからの質問は最低限に維持される。質問は基本的に発言内容を明確に把握するために行われる。カウンセラーは問題にではなく、ひたすらクライエントに注目し、傾聴する。』とされる。パーソンセンタード・コーチングも同様で、他の質問技法を使用するコーチングとの大きな違いとなっている。

### 技法より態度(姿勢)
ロジャーズは「体験上、『方法(method)』を利用しようとするカウンセラーは、それが自分自身の態度に完全に同調していないかぎり、失敗する運命に定められている。」と、態度の重要性を示している。これは、コーチングの技法として広まった「感情の反射(反映)/伝え返し」についても同様のことがいえ、ロジャーズは「私が『気持ちのリフレクト(反映)』をしようと努めてはいないのは確かなのである」とし、「私はクライエントの内的世界についての私の理解が正しいかどうか―私は相手がこの瞬間において体験している(experiencing)がままにそれを見ているのかどうか―見極めようと思っているのである」と、判で押したような技法として教えられていることを批判している。

## アプローチ

### 基本的な考え(オリエンテーション)
カール・ロジャーズは実現傾向(actualizing tendency)と名づけたメタ理論的(認識論的)見方を提案した。これは、個々人が現実世界として独自に認識している事柄に関わりながら、成長し発達を遂げ、最適な機能状態に向かう生得的傾向を有している、とするものである。
この仮定は、自分をいちばんよく知ることができるのはクライエント自身であり、治療者やコーチではない、という理論的基盤を提供する。治療者やコーチは、クライエントのための現実認識をクライエントの表現から聞き、想像力を伴って部分的に理解を進めていく他ない。
しかし、この姿勢でクライエントと関わることが、ありのままに理解され、受容されているという社会的環境を提供することになり、これが人間にとって生得的な最適状態を自己実現するのに必要な社会的環境といえる。
このように「これは人間中心的実践にとって指導原理として役立つものであり、この原理は根本的にはその人自身による決定を尊重するという筋の通ったわかりやすい立場である」とテキサス州アーゴシー大学テキサス専門心理学校のバリー・グラント(Barry Grant)は述べている。

### 必要十分条件
イギリスのノッティンガム大学教育学部教授であり心理療法家のスティーブ・ジョセフ(stephen Joseph)と、同じくイギリスの依存症に対するパーソンセンタード・ダイアローグの心理療法家であるリチャード・ブライアントｰジェフェリーズ(Richard Bryant-Jefferies)は、共著『Person-centered coaching psychology(2006)』で、以下のように来談者中心療法の理論を紹介している。
実現傾向を前向きに表出できるようにする社会的環境をクライエントに提供するために必要な、パーソンセンタードのカウンセラーやコーチの態度面の特質について、ロジャーズが1957年に「前向きな人格変化の必要十分条件」のなかで提示している。
『前向きな人格変化の必要十分条件』
1. 二人が心理的に接触した状態にある。
2. 一方をクライエントと呼ぶと、その人は不一致、脆弱、不安の状態にいる。
3. 他方をセラピストと呼ぶと、その人は両者の関係のなかで統合され［自己］一致している。
4. セラピストはクライエントに対して無条件の肯定的配慮を行う。
5. セラピストはクライエントの内なる準拠枠を共感的に理解し、それをクライエントに伝えようと努める。
6. セラピストがクライエントに共感的理解を示し、無条件の肯定的配慮を行っていると伝えることが最低限の達成課題である。

1.二人が心理的に接触した状態にある。
この第一の条件は前提条件であり、これがクリアされなければ、この後の５つの条件は不要になってしまう。「心理的接触」というロジャーズの言葉は、二人が互いに気づいているかどうか、そして、一方の行動が他方に影響を与えるかどうかを意味している。したがって、たとえば片方が緊張状態のときは、心理的接触があるかどうかを判断するのは難しい。
2.一方をクライエントと呼ぶと、その人は不一致、脆弱、不安の状態にいる。
第二の条件において、不一致は、基底感情とそれへの気づき、あるいは、感情への気づきと感情の表出が両立しないことからなっていると説明される。たとえば、見ている人を不安にさせるようにみえるのに自分自身がそれに気づいていない人は、基底感情とそれへの気づきのあいだに不一致があるといえる。自分自身の不安に気づいているのに、くつろいでいると感じている人は、気づきと表出のあいだに不一致があるといえよう。
3.他方をセラピストと呼ぶと、その人は両者の関係のなかで統合され［自己］一致している。
第三の条件では、セラピストが〔自己〕一致している、すなわち、彼/彼女は怒りや悲しみといった自身の内的経験にはっきりと気づいており、適切と思われるときにはそれを素直に率直に表出できる。
4.セラピストはクライエントに対して無条件の肯定的配慮を行う。
第四の条件では、セラピストは無条件の肯定的配慮を行える、すなわち、彼/彼女はクライエントを特別視せずに、クライエントを温かく受け入れられる。
5.セラピストはクライエントの内なる準拠枠を共感的に理解し、それをクライエントに伝えようと努める。
第五の条件では、セラピストは共感的理解を有している、すなわち、彼/彼女はクライエントの経験がどのようなものであったかを感じて理解できる。
6.セラピストがクライエントに共感的理解を示し、無条件の肯定的配慮を行っていると伝えることが最低限の達成課題である。
最後の第六の条件では、クライエントはセラピストの共感と無条件の受容に気づく。